# Ingeborg Jacobs
Ingeborg Jacobs (* 1957 in Solingen) ist eine deutsche Autorin und Filmemacherin.
1989 bis 1992 Aufenthalt in der Sowjetunion. Ingeborg Jacobs ist seit 1995 freie Autorin beim ZDF und hat zahlreiche zeitgeschichtliche Dokumentarfilme gedreht. Sie wurden mehrfach ausgezeichnet, u. a. mit dem Deutschen Wirtschaftsfilmpreis und dem Bayerischen Fernsehpreis. Mitarbeit an mehreren Büchern von Guido Knopp, darunter "Die große Flucht".

## Werke

### TV-Reportagen, Dokumentationen und Dokumentarfilme
- "Schuld ohne Sühne" – Mord und Selbstmord in russischen Kasernen (BR, 1994)
- „Irgendwo gebettelt, irgendwo geklaut“ Ein Wolfskind auf Spurensuche (ZDF, 1995)
- "Skoro domoj" Nach Hause..." – Kriegsgefangene in der Sowjetunion (DW-TV 1996)
- "Heimkehr in die Todeszone" – Menschen in Tschernobyl (ZDF 1996)
- "Der Traum von Deutschland" – Über Aussiedler aus Kasachstan (ZDF 1997)
- "Ich bin doch kein Russe!" – Waisenkinder auf der Suche nach ihren Wurzeln (DW-TV 1997)
- "Schule des Verbrechens" – Im Kinderknast von Kasachstan (ZDF 1997)
- "Op. Schicksale im Klinikum." I+II (ZDF 1998–1999)
- "Tag des Sieges" (Dokumentarfilmfestival Nyon 2001+2009)
- "Vier Kriegsherren gegen Hitler" – Marschall Georgij K. Schukow (ARD 2001)
- "Verschleppt und Verloren" – Schicksale der Flucht (ZDF 2001)
- "Die eiserne Maria" (Dokumentarfilmfestival Nyon 2002, ARTE 2002)
- "Die Gefangenen" – Schlimmer als die Hölle (ZDF 2003)
- "Es sollen rote Tulpen blühen" – Karabasch, eine Stadt im Ural (Duisburger Filmwoche 2005, 3sat 2006)
- „Anonyma - Die Frauen von Berlin“ (ZDF 2010)

### Bücher
- Freiwild. Das Schicksal deutscher Frauen 1945. Propyläen, Berlin 2008, ISBN 978-3-549-07352-0
- Wolfskind. Die unglaubliche Lebensgeschichte des ostpreußischen Mädchens Liesabeth Otto. Propyläen, Berlin 2010, ISBN 978-3-549-07371-1.
  - als List Taschenbuch, Berlin 2011, ISBN 978-3-548-61034-4.
    - niederländisch: Zwerfkind. De Kern, Utrecht 2011, ISBN 978-9-032-51512-6.
    - französisch: Moi, enfant-loup. Fleuve Noir, Paris 2012, ISBN 978-2-265-09336-2.
    - polnisch: Wilcze dziecko. Swiat Ksiazki, Warschau 2012, ISBN 978-83-7799-240-1.
    - tschechisch:  Vlci dite. Academia, Prag 2014, ISBN 978-80-200-2339-1.
    - litauisch: Vilko vaikas. Briedis, Vilnius 2017, ISBN 978-9955-26-573-3.
- Stanislaw Petrow: Der Mann, der den Atomkrieg verhinderte. Westend, Frankfurt 2015, ISBN 978-3-864-89111-3.

## Auszeichnungen
- Dokumentarfilmpreis des 11. World Television Festival 1995 Nagasaki/Japan
- Deutscher Wirtschaftsfilmpreis 1997
- Bayerischer Fernsehpreis 1998